# 9e étape du Tour d'Espagne 2013
La 9e étape du Tour d'Espagne 2013 s'est déroulée le dimanche 1er septembre 2013, entre Antequera et Valdepeñas de Jaén sur une distance de 163,7 km.

## Résultats

### Classement de l'étape
| Classement de la 9e étape | Classement de la 9e étape | Classement de la 9e étape | Classement de la 9e étape | Classement de la 9e étape |
|                           | Coureur                   | Pays                      | Équipe                    | Temps                     |
| ------------------------- | ------------------------- | ------------------------- | ------------------------- | ------------------------- |
| 1er                       | Daniel Moreno             | Espagne                   | Katusha                   | en 4 h 18 min 57 s        |
| 2e                        | Alejandro Valverde        | Espagne                   | Movistar                  | + 4 s                     |
| 3e                        | Joaquim Rodríguez         | Irlande                   | Katusha                   | + 4 s                     |
| 4e                        | Nicolas Roche             | Irlande                   | Saxo-Tinkoff              | + 8 s                     |
| 5e                        | Samuel Sánchez            | Espagne                   | Euskaltel Euskadi         | + 8 s                     |
| 6e                        | Rinaldo Nocentini         | Italie                    | AG2R La Mondiale          | + 8 s                     |
| 7e                        | Vincenzo Nibali           | Italie                    | Astana                    | + 8 s                     |
| 8e                        | Philippe Gilbert          | Belgique                  | BMC Racing                | + 13 s                    |
| 9e                        | Warren Barguil            | France                    | Argos-Shimano             | + 13 s                    |
| 10e                       | Igor Antón                | Espagne                   | Euskaltel Euskadi         | + 15 s                    |
| modifier                  |                           |                           |                           |                           |

### Points attribués
| Sprint intermédiaire de Castillo de Locubín (km 116,4) | Sprint intermédiaire de Castillo de Locubín (km 116,4) | Sprint intermédiaire de Castillo de Locubín (km 116,4) | Sprint intermédiaire de Castillo de Locubín (km 116,4) | Sprint intermédiaire de Castillo de Locubín (km 116,4) |
| ------------------------------------------------------ | ------------------------------------------------------ | ------------------------------------------------------ | ------------------------------------------------------ | ------------------------------------------------------ |
|                                                        | Coureur                                                | Pays                                                   | Équipe                                                 | Point(s)                                               |
| 1er                                                    | Anthony Roux                                           | France                                                 | FDJ.fr                                                 | 4                                                      |
| 2e                                                     | Johnny Hoogerland                                      | Pays-Bas                                               | Vacansoleil-DCM                                        | 2                                                      |
| 3e                                                     | Javier Aramendia                                       | Espagne                                                | Caja Rural-Seguros RGA                                 | 1                                                      |
| modifier                                               |                                                        |                                                        |                                                        |                                                        |

| Sprint intermédiaire d'Alcalá la Real (km 127) | Sprint intermédiaire d'Alcalá la Real (km 127) | Sprint intermédiaire d'Alcalá la Real (km 127) | Sprint intermédiaire d'Alcalá la Real (km 127) | Sprint intermédiaire d'Alcalá la Real (km 127) |
| ---------------------------------------------- | ---------------------------------------------- | ---------------------------------------------- | ---------------------------------------------- | ---------------------------------------------- |
|                                                | Coureur                                        | Pays                                           | Équipe                                         | Point(s)                                       |
| 1er                                            | Lloyd Mondory                                  | France                                         | AG2R La Mondiale                               | 4                                              |
| 2e                                             | Luke Rowe                                      | Royaume-Uni                                    | Sky                                            | 2                                              |
| 3e                                             | Javier Aramendia                               | Espagne                                        | Caja Rural-Seguros RGA                         | 1                                              |
| modifier                                       |                                                |                                                |                                                |                                                |

| \| Classement de l'étape \| Classement de l'étape \| Classement de l'étape \| Classement de l'étape \| Classement de l'étape \| \| --------------------- \| --------------------- \| --------------------- \| --------------------- \| --------------------- \| \| \| Coureur \| Pays \| Équipe \| Point(s) \| \| 1er \| Daniel Moreno \| Espagne \| Katusha \| 25 \| \| 2e \| Alejandro Valverde \| Espagne \| Movistar \| 20 \| \| 3e \| Joaquim Rodríguez \| Irlande \| Katusha \| 16 \| \| 4e \| Nicolas Roche \| Irlande \| Saxo-Tinkoff \| 14 \| \| 5e \| Samuel Sánchez \| Espagne \| Euskaltel Euskadi \| 12 \| \| 6e \| Rinaldo Nocentini \| Italie \| AG2R La Mondiale \| 10 \| \| 7e \| Vincenzo Nibali \| Italie \| Astana \| 9 \| \| 8e \| Philippe Gilbert \| Belgique \| BMC Racing \| 8 \| \| 9e \| Warren Barguil \| France \| Argos-Shimano \| 7 \| \| 10e \| Igor Antón \| Espagne \| Euskaltel Euskadi \| 6 \| \| 11e \| Ivan Basso \| Italie \| Cannondale \| 5 \| \| 12e \| Ivan Santaromita \| Italie \| BMC Racing \| 4 \| \| 13e \| Sergio Henao \| Colombie \| Sky \| 3 \| \| 14e \| Mikel Nieve \| Espagne \| Euskaltel Euskadi \| 2 \| \| modifier \| \| \| \| \| |                    |          |                   |          |
| Classement de l'étape |                    |          |                   |          |
| | Coureur            | Pays     | Équipe            | Point(s) |
| 1er | Daniel Moreno      | Espagne  | Katusha           | 25       |
| 2e | Alejandro Valverde | Espagne  | Movistar          | 20       |
| 3e | Joaquim Rodríguez  | Irlande  | Katusha           | 16       |
| 4e | Nicolas Roche      | Irlande  | Saxo-Tinkoff      | 14       |
| 5e | Samuel Sánchez     | Espagne  | Euskaltel Euskadi | 12       |
| 6e | Rinaldo Nocentini  | Italie   | AG2R La Mondiale  | 10       |
| 7e | Vincenzo Nibali    | Italie   | Astana            | 9        |
| 8e | Philippe Gilbert   | Belgique | BMC Racing        | 8        |
| 9e | Warren Barguil     | France   | Argos-Shimano     | 7        |
| 10e | Igor Antón         | Espagne  | Euskaltel Euskadi | 6        |
| 11e | Ivan Basso         | Italie   | Cannondale        | 5        |
| 12e | Ivan Santaromita   | Italie   | BMC Racing        | 4        |
| 13e | Sergio Henao       | Colombie | Sky               | 3        |
| 14e | Mikel Nieve        | Espagne  | Euskaltel Euskadi | 2        |
| modifier |                    |          |                   |          |

### Cols et côtes
| \| Alto de los Failes (km 148) 2e catégorie \| Alto de los Failes (km 148) 2e catégorie \| Alto de los Failes (km 148) 2e catégorie \| Alto de los Failes (km 148) 2e catégorie \| Alto de los Failes (km 148) 2e catégorie \| \| ---------------------------------------- \| ---------------------------------------- \| ---------------------------------------- \| ---------------------------------------- \| ---------------------------------------- \| \| \| Coureur \| Pays \| Équipe \| Point(s) \| \| 1er \| Edvald Boasson Hagen \| Norvège \| Sky \| 5 \| \| 2e \| Nicolas Edet \| France \| Cofidis \| 3 \| \| 3e \| José Herrada \| Espagne \| Movistar \| 1 \| \| modifier \| \| \| \| \| |                      |         |          |          |
| Alto de los Failes (km 148) 2e catégorie |                      |         |          |          |
| | Coureur              | Pays    | Équipe   | Point(s) |
| 1er | Edvald Boasson Hagen | Norvège | Sky      | 5        |
| 2e | Nicolas Edet         | France  | Cofidis  | 3        |
| 3e | José Herrada         | Espagne | Movistar | 1        |
| modifier |                      |         |          |          |

## Classements à l'issue de l'étape

### Classement général
| Classement général | Classement général | Classement général | Classement général | Classement général  |
|                    | Coureur            | Pays               | Équipe             | Temps               |
| ------------------ | ------------------ | ------------------ | ------------------ | ------------------- |
| 1er                | Daniel Moreno      | Espagne            | Katusha            | en 35 h 58 min 34 s |
| 2e                 | Nicolas Roche      | Irlande            | Saxo-Tinkoff       | + 1 s               |
| 3e                 | Vincenzo Nibali    | Italie             | Astana             | + 19 s              |
| 4e                 | Alejandro Valverde | Espagne            | Movistar           | + 22 s              |
| 5e                 | Christopher Horner | États-Unis         | RadioShack-Leopard | + 28 s              |
| 6e                 | Joaquim Rodríguez  | Espagne            | Katusha            | + 56 s              |
| 7e                 | Leopold König      | Tchéquie           | NetApp-Endura      | + 1 min 9 s         |
| 8e                 | Haimar Zubeldia    | Espagne            | RadioShack-Leopard | + 1 min 10 s        |
| 9e                 | Rigoberto Urán     | Colombie           | Sky                | + 1 min 22 s        |
| 10e                | Ivan Santaromita   | Italie             | BMC Racing         | + 1 min 25 s        |
| modifier           |                    |                    |                    |                     |

### Classement par points
| Classement par points | Classement par points | Classement par points | Classement par points | Classement par points |
| --------------------- | --------------------- | --------------------- | --------------------- | --------------------- |
|                       | Coureur               | Pays                  | Équipe                | Point(s)              |
| 1er                   | Daniel Moreno         | Espagne               | Katusha               | 93 points             |
| 2e                    | Nicolas Roche         | Irlande               | Saxo-Tinkoff          | 68 pts                |
| 3e                    | Alejandro Valverde    | Espagne               | Movistar              | 65 pts                |
| modifier              |                       |                       |                       |                       |

### Classement du meilleur grimpeur
| Classement du meilleur grimpeur | Classement du meilleur grimpeur | Classement du meilleur grimpeur | Classement du meilleur grimpeur | Classement du meilleur grimpeur |
| ------------------------------- | ------------------------------- | ------------------------------- | ------------------------------- | ------------------------------- |
|                                 | Coureur                         | Pays                            | Équipe                          | Point(s)                        |
| 1er                             | Nicolas Roche                   | Irlande                         | Saxo-Tinkoff                    | 15 points                       |
| 2e                              | Leopold König                   | Tchéquie                        | NetApp-Endura                   | 12 pts                          |
| 3e                              | Daniel Moreno                   | Espagne                         | Katusha                         | 12 pts                          |
| modifier                        |                                 |                                 |                                 |                                 |

### Classement du combiné
| Classement du combiné | Classement du combiné | Classement du combiné | Classement du combiné | Classement du combiné |
| --------------------- | --------------------- | --------------------- | --------------------- | --------------------- |
|                       | Coureur               | Pays                  | Équipe                | Point(s)              |
| 1er                   | Daniel Moreno         | Espagne               | Katusha               | 5 points              |
| 2e                    | Nicolas Roche         | Irlande               | Saxo-Tinkoff          | 5 pts                 |
| 3e                    | Leopold König         | Tchéquie              | NetApp-Endura         | 16 pts                |
| modifier              |                       |                       |                       |                       |

### Classement par équipes
| Classement par équipes | Classement par équipes | Classement par équipes | Classement par équipes |
|                        | Équipe                 | Pays                   | Temps                  |
| ---------------------- | ---------------------- | ---------------------- | ---------------------- |
| 1re                    | Movistar               | Espagne                | en 107 h 0 min 10 s    |
| 2e                     | Saxo-Tinkoff           | Danemark               | + 16 s                 |
| 3e                     | RadioShack-Leopard     | Luxembourg             | + 32 s                 |
| modifier               |                        |                        |                        |